# After: En mil pedazos (novela)
After We Collided es una novela romántica estadounidense para jóvenes adultos de 2014 escrita por Anna Todd bajo su nombre de Wattpad Imaginator1D y publicada por Gallery Books, un sello de Simon & Schuster. After We Collided es la segunda entrega de la serie de novelas After.
El 23 de octubre de 2020 se estrenó una adaptación cinematográfica del mismo nombre.

## Antecedentes
Al igual que su predecesor, After We Collided se lanzó originalmente como fanfiction en Wattpad como secuela de After, que se tituló After 2.

## Trama
Después de que Tessa descubre que Hardin juega con sus sentimientos, lo deja y se concentra en la escuela y su vida. Restauró su relación con su madre Carol y su exnovio Noah. Incluso consigue un trabajo en VP (Vance Publishing en el primer libro). La vida empezó a ser buena para Tessa y su nuevo colega Trevor se enamora de ella.
Hardin, por otro lado, está furioso y triste con sus amigos, especialmente con Molly, porque ella destruyó su primera relación con una chica a la que le gustaba. Está decidido a cambiarse a sí mismo. Arregla su relación con su padre Ken y acepta a Landon como hermano y amigo.
Unos días después, Tessa, Trevor, Kimberly y Vance van a Seattle para celebrar la publicación de libros. Tessa se emborracha y empieza a bailar, besando accidentalmente a un extraño porque se lo imaginaba como Hardin.
Hardin encuentra a Tessa y Trevor en una habitación de hotel y se enoja, luego él y Tessa hacen el amor.
A la mañana siguiente, Tessa y Hardin discuten sobre el incidente de la noche anterior. Antes de salir de la habitación del hotel, Hardin le dice que se estaba acostando con Molly. Tessa, furiosa, le arroja objetos.
En el trabajo, Tessa está hablando con Trevor y él le pregunta si ama a Hardin. Tessa le dice que sí, pero que están separados por cuestiones personales.
Tres meses después de su trabajo en VP, Tessa visita a su madre. Tessa le dice que rompió temporalmente con Hardin porque él comenzó a tener problemas de ira. Carol está encantada con la noticia, pero Tessa dice que a partir de ahora no tendrá novio. Carol acepta y antes de que Tessa se vaya, le dice a su madre que la ama.
Dos días después, mientras conducía hacia el trabajo, Tessa sufre un accidente automovilístico que la deja inconsciente. La llevan de urgencia al hospital para recibir tratamiento, pero los médicos no pudieron hacer nada, por lo que entró en coma. Cuando Hardin se entera de eso por medio de Landon, se encierra en su habitación y rompe a llorar, porque el amor de su vida yace inamovible en una cama de hospital.
Pasa un año y Tessa no mejora. Los médicos están preocupados por su salud, en ese momento Hardin la visita. Mientras estaba sentado en una silla de hospital, le tomaba la mano, le leía un libro y hablaba con ella. En medio de la conversación, Tessa comienza a apretarle la mano. Esto sorprende a Hardin. El doctor Parker la revisa y le dice que Tessa está progresando porque él estaba con ella y que le encanta escuchar su voz.
Pasa una semana y Hardin siempre está al lado de Tessa para ayudarla a mejorar su salud. Una tarde ocurre un milagro: Tessa finalmente despierta del coma, pero no recuerda los acontecimientos de hace un año. Le preguntó si Hardin es su novio. La respuesta de Hardin fue no. Empezó a llorar, pero Hardin la calmó. Trevor, a quien Tessa ya no recuerda, llama a Tessa.
Afuera, el doctor Parker le cuenta a Hardin la triste noticia: le hicieron una prueba a Tessa y los resultados dieron positivo, ha perdido permanentemente la memoria y tiene daño cerebral debido a un accidente.
Hardin preguntó si recordaría algo. La doctora Parker dijo que lo va a recordar a él, a su familia, a su mejor amiga, a su amiga del trabajo y a su jefe; pero lamentablemente no recuerda a sus compañeros varones ni a otras personas de la universidad. Al día siguiente, Tessa recibe el alta del hospital y Hardin la lleva a su antiguo apartamento donde se aloja.
Tessa inició terapia para sus extremidades. Hardin siempre está a su lado y la elogia por su buen trabajo.
En su jornada laboral, Trevor acude a Tessa y le pregunta por qué no contestó sus llamadas. Tessa, que no lo recuerda, se queda en silencio. Antes de que Trevor pudiera hacerle algo, Hardin, Vance y Kimberly la salvan. Vance despide a Trevor de su oficina y Trevor jura vengarse de Hardin. Tessa se desmaya en el acto.
Cuando Tessa se despierta, ve que está en el apartamento y que lleva puesto su camisón. Le preguntó a Hardin si se cambiaba de ropa. La respuesta de Hardin es sí y luego descansa con Tessa en la cama.
En la víspera de Año Nuevo llegan a la fiesta de una fraternidad, pero la música alta asusta a Tessa; Entonces Hardin sugirió que fueran a algún lugar tranquilo. Los dos se topan con Zed, Steph y Tristán quienes conocían la situación de Tessa, por lo que no la presionan para que los recuerde. Hardin luego preguntó si Tessa tiene sed. Tessa dice que sí, entonces él le trae un vaso de agua. Los cinco están sentados en un gran sofá de cuero en una tranquila sala de estar, pero Molly perturba la atmósfera tranquila y anuncia en voz alta su llegada. Molly luego ve a Tessa abrazada al pecho de Hardin y eso la pone celosa.
Luego, Molly comenzó a atormentar a Tessa, lo que provocó que la pobre niña sufriera un grave ataque de pánico. En un momento, Molly intimida emocionalmente a Tessa, quien terminó llorando mucho y huyendo. Molly se ríe histéricamente de la escena. Hardin está tan enojado que sale corriendo de la sala para encontrar a Tessa; pero, antes de salir, le gritó a Molly.
Encuentra a Tessa en el camino, así que la lleva a casa. Visitaron un salón de tatuajes donde Hardin se hizo un nuevo tatuaje. De camino a casa, se topan con un vagabundo que es el padre de Tessa, Richard.

## Personajes
- Tessa Young: chica de 19 años, segundo año de universidad, empleada de Vance Publishing y exnovia de Hardin.
- Hardin Scott: chico británico rebelde y exnovio de Tessa.
- Carol Young: la madre de Tessa a quien no le agrada Hardin.
- Noah Porter: exnovio de Tessa.
- Trevor Mathews: el colega masculino de Tessa a quien le gusta.
- Ken Scott: padre de Hardin y rector de la Universidad Central de Washington.
- Karen Scott: la nueva esposa de Ken.
- Landon Gibson: el mejor amigo de Tessa, hermano de Hardin, estudiante de inglés.
- Zed Evans: el mejor amigo de Hardin y el interés amoroso de Tessa.
- Steph Jones: chica pelirroja nerviosa, la mejor amiga de Hardin y excompañera de cuarto de Tessa, la novia de Tristán.
- Molly Samuels: chica mala, ex amiga de Hardin que tiene una relación intermitente con él.

## Adaptaciones

### Películas
En mayo de 2019 se anunció una adaptación cinematográfica de After We Collided. Langford y Fiennes Tiffin retomaron sus respectivos papeles como Tessa y Hardin, y la película se estrenó el 23 de octubre de 2020.

### Novela gráfica
En julio de 2021, se anunció que la serie de novelas será adaptada a novelas gráficas por el artista Pablo Andrés.